# Fritz Schaper

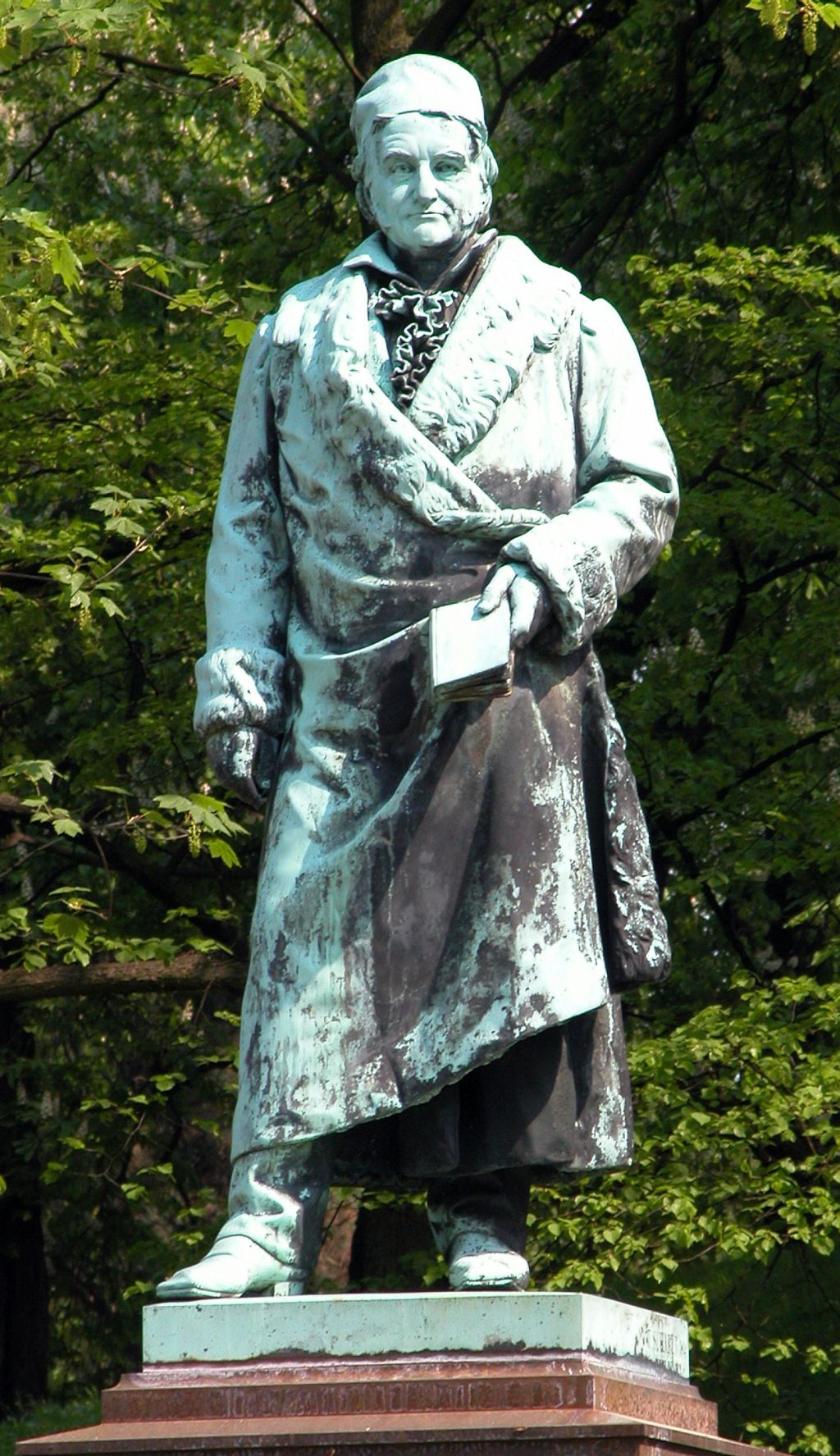
Gauss-monumentet i Braunschweig.

Hugo Wilhelm Friedrich (Fritz) Schaper, född 31 juli 1841 i Alsleben an der Saale, död 3 december 1919 i Jena eller 29 november samma år i Berlin, var en tysk skulptör.
Schaper var elev hos Albert Wolff i Berlin 1860–67, lärare vid konstakademien där 1875-90 och utförde monument över Goethe (i Großer Tiergarten i Berlin, 1879, Erfurt 1884), Bismarck (1879), Moltke (1881), bägge i Köln, Lessing (Hamburg, 1882), Gauss (Braunschweig), Liebig (Marburg), Blücher (Kaub), Augusta av Sachsen-Weimar (Berlin, 1895), den store kurfursten (1901, Siegesallée i Berlin), vidare marmorgruppen Hebe och Amor (1886) samt en mängd byster, bland dem Richard Wagner (1908, i Giardini Pubblici i Venedig).